# Blechnum areolatum
Blechnum areolatum är en kambräkenväxtart som beskrevs av V.A.O.Dittrich och Salino. Blechnum areolatum ingår i släktet Blechnum och familjen Blechnaceae. Inga underarter finns listade.